# Lupghar Sar
Lupghar Sar é uma montanha no Paquistão, com 7200 metros de altitude e 730 metros de proeminência topográfica. Fica na região de Gilgit-Baltistão e é a 109.ª mais alta montanha do mundo. Foi escalado a primeira vez por Hans und Sepp Gloggner em 1979